# 玉野村 (岡山県)
玉野村（たまのそん）は、岡山県児島郡にあった地方公共団体である。
現在の同県玉野市の名称の由来となった村であり、村域も現在の玉野市内に含まれるが、玉野村は分村・消滅しているため、玉野市の前身ではない。

## 概要
1889年（明治22年）6月1日、町村制が施行されたことを受けて、児島郡宇野村（現在の玉野市宇野・築港）と同郡玉村（現在の玉野市玉・玉原・奥玉）の両村が合併して同郡玉野村を置いた。名称は両地より一文字ずつ取った合成地名である。
しかし、1906年（明治39年）4月1日、旧宇野と旧玉が分村し、宇野は東隣となる同郡田井村（現在の田井）と合併して新たに同郡宇野村を設置。玉は西隣となる同郡日比村（現在の日比・和田・渋川など）と合併し、同郡日比町となり、玉野村は消滅した。
その後1940年（昭和15年）3月3日、宇野村から町制施行した宇野町と日比町が合併し、新市を新設することとなり、新市名としてかつて両町域にまたがって存在していた玉野村に由来して玉野市とした。

## 歴史
- 1889年（明治22年）6月1日 - 町村制の施行により、児島郡玉村・宇野村の区域をもって発足。
- 1906年（明治39年）4月1日 - 玉と宇野が分村して日比町と宇野村が発足。同日玉野村廃止。